# Substack
Substack je americká online platforma, která poskytuje publikační, platební, analytickou a designovou infrastrukturu pro podporu předplacených newsletterů (zpravodajů). Umožňuje autorům zasílat digitální newslettery přímo předplatitelům. Společnost Substack byla založena v roce 2017 a sídlí v San Francisku.

## Obsah
Substack používá řada uživatelů, od novinářů přes odborníky až po velké mediální weby. Mezi významnými autory, kteří tuto platformu využívají, jsou například novinář a spisovatel Glenn Greenwald, držitel Pulitzerovy ceny, kulturní kritička Anne Helen Petersenová, hudební esejista Robert Christgau a spisovatelka Alison Romanová, která píše o jídle. Sloupkař deníku The New York Times Mike Isaac v roce 2019 tvrdil, že některé z těchto společností považují newslettery za stabilnější prostředek k udržení čtenářů prostřednictvím přímějšího spojení se spisovateli. V roce 2020 časopis The New Republic uvedl, že chybí lokální zpravodajské newslettery, zejména v kontrastu s velkým počtem politických newsletterů na celostátní úrovni. Koncem roku 2020 přicházelo na platformu velké množství novinářů a reportérů, což bylo částečně způsobeno dlouhodobým oslabováním tradičních médií (v roce 2019 bylo v redakcích o polovinu méně pracovních míst než v roce 2004). Přibližně v té době časopis The New Yorker uvedl, že ačkoli se "Substack prezentoval jako přátelský domov pro žurnalistiku, [...] jen málo z jeho zpravodajů publikuje původní zpravodajství; většina nabízí osobní texty, názorové příspěvky, výzkumy a analýzy". Politika moderování obsahu Substacku byla popsána jako "mírná" s pravidly proti "obtěžování, výhrůžkám, spamu, pornografii a výzvám k násilí; o moderování rozhodují zakladatelé".
V roce 2019 Substack přidal podporu podcastů a diskusních vláken mezi odběrateli newsletteru.
Mezi hlavní autory na Substacku patří historička Heather Cox Richardsonová, novináři Matt Taibbi a Bari Weiss, spisovatelé Daniel M. Lavery, George Saunders, Blake Nelson, Chuck Palahniuk a Salman Rushdie, technologický novinář Casey Newton, blogger a novinář Matthew Yglesias a ekonomka Emily Osterová.
K listopadu 2021 platforma uvedla, že má více než 500 000 platících předplatitelů, což představuje více než jeden milion odběratelů. V lednu 2022 Substack oznámil, že na své platformě zahájí soukromé beta testování videa.